# Olympische Sommerspiele 1972/Teilnehmer (Island)
| Gelbes Symbol für Goldmedaillen mit stilisierten Olympischen Ringen | Graues Symbol für Silbermedaillen mit stilisierten Olympischen Ringen | Braundes Symbol für Bronzemedaillen mit stilisierten Olympischen Ringen |
| ------------------------------------------------------------------- | --------------------------------------------------------------------- | ----------------------------------------------------------------------- |
| —                                                                   | —                                                                     | —                                                                       |

Island nahm an den Olympischen Sommerspielen 1972 in München mit einer Delegation von 25 Sportlern (24 Männer und eine Frau) teil. Diese traten in vier Sportarten bei 16 Wettbewerben an. Der Handballer Geir Hallsteinsson wurde als Fahnenträger zur Eröffnungsfeier ausgewählt.

## Teilnehmer nach Sportarten

### Gewichtheben
- Guðmundur Sigurðsson
Mittelschwergewicht: 13. Platz
- Óskar Sigurpálsson
Schwergewicht: 19. Platz

### Handball
- Männerteam
12. Platz

- Kader
Ágúst Ögmundsson
Axel Axelsson
Birgir Finnbogason
Björgvin Björgvinsson
Geir Hallsteinsson
Gunnsteinn Skúlason
Hjalti Einarsson
Jón Magnússon
Ólafur Benediktsson
Ólafur H. Jónsson
Sigurbergur Sigsteinsson
Sigurður Einarsson
Stefán Gunnarsson
Ólafur Jónsson
Viðar Símonarson

### Leichtathletik
Männer
- Bjarni Stefánsson
100 m: Vorlauf
200 m: Viertelfinale
- Þorsteinn Þorsteinsson
800 m: Vorlauf
- Erlendur Valdimarsson
Diskuswerfen: 23. Platz in der Qualifikation

Frauen
- Lára Sveinsdóttir
Frauen, Hochsprung: 37. Platz in der Qualifikation

### Schwimmen
- Finnur Garðarsson
100 m Freistil: Vorlauf
200 m Freistil: Vorlauf
- Friðrik Guðmundsson
400 m Freistil: Vorlauf
1500 m Freistil: Vorlauf
- Guðjón Guðmundsson
100 m Brust: Vorlauf
200 m Brust: Vorlauf
- Gudmunður Gíslason
200 m Lagen: Vorlauf
400 m Lagen: Vorlauf